# 蓮見天
蓮見 天（はすみ てん、生年月日非公開 - ）は、日本のAV女優。千葉県出身、東京育ち。Dino所属。

## 来歴
2020年9月、SODクリエイト・青春時代専属女優としてAVデビュー。生年月日非公開であるが、デビュー作では18歳と謳っている。
2020年12月、青春時代レーベル卒業を発表。以降企画単体として活動する。

## 人物
祖母がスペイン人、母がフィリピン人というスペイン25％、フィリピン25％のハーフ。
以前交際した男性が明日花キララファンであったことからAVの存在を知る。初体験は16歳。
漫画『ハイキュー!!』に影響され学生時代はバレーボール部に所属した。
デビュー作では「緊張ばっかりしてられない」「頑張らなきゃ」と思い積極的に振舞ったが、監督から「もっと初々しさがほしい」と指示が飛び恥ずかしかったという。
前述のように18歳デビューだがプライベートでの経験値は豊富で、交際していた男性の弟に性行為を観られて興奮した経験から、アブノーマルな性体験を重ねるようになった。過去には人けのある駐車場の車内、カラオケボックス内、タワーマンション45階の開放感あるベランダなどで経験がある。

## 作品

### アダルトビデオ
- もぎたてっ! 南国のフレッシュな香りをお届けっ フィリピンハーフの褐色スレンダー美少女 蓮見天 SOD専属AVデビュー（8月27日、青春時代）
- 性狂いへ限界突破。絶頂痙攣イクイク 潮吹き性感開発!\ 蓮見天（9月24日、青春時代）
- サイレント校内痴漢 バレたくない状況で強制痙攣イキさせられた褐色ハーフ制服美少女 蓮見天（10月22日、青春時代）
- 膣奥射精への目覚め、人生で初めての中出し解禁。 蓮見天（11月26日、青春時代）

- 妻の連れ子から毎日セックスをせがまれて断りきれずに中出ししてしまった。 「お義父さんエッチしようよ」 蓮見天（1月7日、BeFree）
- 美人母娘、イタダキマス。数十年前に孕ませた女とその娘に会いに来ました。 蓮見天 通野未帆（1月3日、ダスッ!）
- ご褒美顔射フェラペット アジアンロリ娘の褐色美顔に白濁ザーメン大量射精 蓮見天（1月19日、エムズビデオグループ）
- 私、先生と援交しています。 変態教師のねっとりセックス 蓮見天（2月7日、アタッカーズ）
- お礼に私で発射して! 突然僕の家に強引に上り込むワケ有りで生意気えっちな家出制服美少女 蓮見天（2月19日、ロイヤル）
- ずっと好きだった先生と1日中デートした後、休憩と言われて初めて入ったラブホで唾液絡ませ自ら腰振る濃厚接吻中出し 蓮見天（2月25日、本中）
- 学校から近いと理由をつけてしょっちゅう遊びにくる友達とその彼女。泊まっている時の無防備な姿に興奮を抑えられず…（3月19日、DOC）※オムニバス作品
- 何も知らない華奢で明るい蓮見天に即ハメ即尺SEX（4月6日、MAXING）
- 最高に可愛い美少女お泊りハメ撮り中出しSEX 蓮見天（9月5日、ロ●専科）
- 鬼畜義父に犯される地獄の温泉旅行 ドMっ娘てん 蓮見天（9月5日、ロ●専科）
- 友達の父親と兄からわいせつ中出し ●学生 てん（9月21日、姦乱者）
- 『おじさんの童貞私が食べてあげる!』 ひよこ女子の密着・いちゃいちゃ・甘えんぼ極上筆おろし 5! 童貞さんの精子はぜーんぶごっくん。蓮見天 横宮七海（11月11日、ひよこ）
- 新規セフレはヤリホ娘 蓮見天（11月23日、バビロン）
- 僕のことが大好きすぎて家にまで押しかけてきた教え子に妻の目を盗みヤキモチ乳首責めで何度も射精させられ骨抜きにされた。 蓮見天（12月7日、LUNATICS）
- 従順なロリをビッチに変える洗脳光線銃 2 蓮見天（12月9日、ROCKET）

- 悔しいことに先生のデカチンとの相性は抜群でした 死ぬほど嫌いな先生に… 泣きたくなるほどイカされて… 蓮見天（1月25日、NITRO）- 2021年12月25日に本作品の一部を抜粋した「教え子の制服ギャルを自宅で強制わいせつ 蓮見天」が、配信限定で先行リリースされている。
- 【健康的な部活っ子限定】部活帰りのウブ女子校生をマ○コばかになるまで突きまくる! 強制開発鬼マッサージ。（1月27日、ひよこ）※オムニバス作品
- 妻の連れ子が超ファザコン! 中年オヤジの僕を＜乳首コリちゅぱ、アナル舐め舐め＞パパちゅきちゅき♡ 舐めしゃぶりだいしゅきホールド 蓮見天（3月15日、MOODYZ）
- 唾液まみれで肢体を貪る親友強襲レズビアン 信じていた親友は私をつけ狙う下着泥棒でした 花狩まい 蓮見天（4月5日、ビビアン）
- 雨に打たれながらカッパの中を全裸にされボランティア活動中に何度もこっそりイキさせられる小さい女の子 蓮見天（4月7日、電脳ラスプーチン）
- フェラ友ごっくん野外露出デート 蓮見天（6月7日、山と空）
- 蓮見天 SPECIAL BEST 4時間（7月5日、mix）※単体ベスト

### VR
2020年
- ファミレス店長ですが、バイトのJ○にリモバイ仕込んだまま接客させています。 蓮見天（11月2日、SODクリエイト）
- 純朴で優しい南国ハーフの美少女おっパブ嬢 ちっぱいなのに人気な秘密は好きになったらお店の中でもカラダを許してしまう恋愛体質美少女 蓮見天（11月19日、SODクリエイト）

2021年
- 本番禁止のメンズエステ店なのにお客さんが満足してくれてるか不安でサービスがどんどんエスカレート! 蓮見天（3月30日、本中）
- 教え子2人に告白されてしまった僕（教師）VR 「先生はどっちの事が好きなの?」 選べない僕は2人と溺れるようにセックスしてしまいました。蓮見天 斎藤まりな（6月4日、アタッカーズ）

2022年
- 教え子と自宅で…この制服女子とこれからセックスします! 「先生に言われた通り制服で来たよ…」 制服姿のまま言われるがまま股を開くビッチなギャルにハードピストン! 心も体も完全征服からの逆襲の追撃手コキで幸せ射精! 蓮見天（1月8日、CRYSTAL VR）
- グイグイ近付く! ズンズン迫る! 接写フェラチオVR 呼べばどこでもしゃぶってくれる癒しの温泉J○コンパニオン（2月11日、ナチュラルハイ）※オムニバス作品

### デジタル写真集
- 蓮の花【グラビア写真集】蓮見天（2022年2月11日、プレステージ出版、撮影：C:TAKERU）
- 蓮の花【ヌード写真集】蓮見天（2022年2月11日、プレステージ出版、撮影：C:TAKERU）